# Galileebassängen

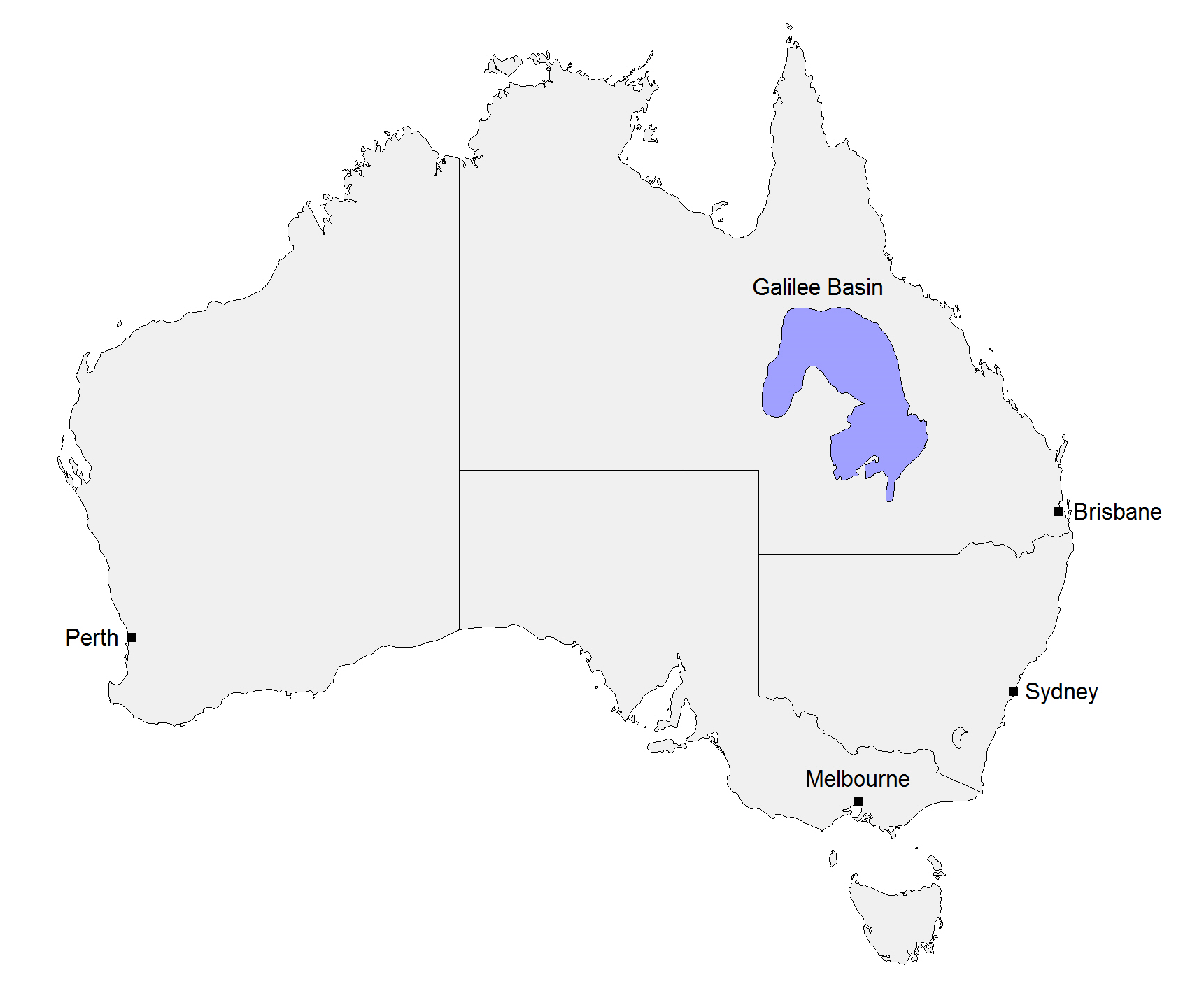
Galileebassängen markerad med blått i en karta över hela Australien

Galileebassängen är en stor bassäng i det inre av Australien, närmare bestämt i västra Queensland. Den är en del av en ännu större bassäng med berggrund från Karbon och Mellersta trias. I det området ingår också Cooper Basin i sydväst och Bowen Basin i öster. The Galilee Basin covers a total area of approximately 247,000 km2.